# Conotrachelus geminus
Conotrachelus geminus – gatunek chrząszcza z rodziny ryjkowcowatych.

## Zasięg występowania
Ameryka Południowa, występuje w Brazylii oraz Peru.

## Budowa ciała
Ciało wydłużone. Przednia krawędź pokryw szersza od przedplecza.
Ubarwienie całego ciała jasnobrązowe z rzadką, krótką szczecinką.